# Giampietro Silvio

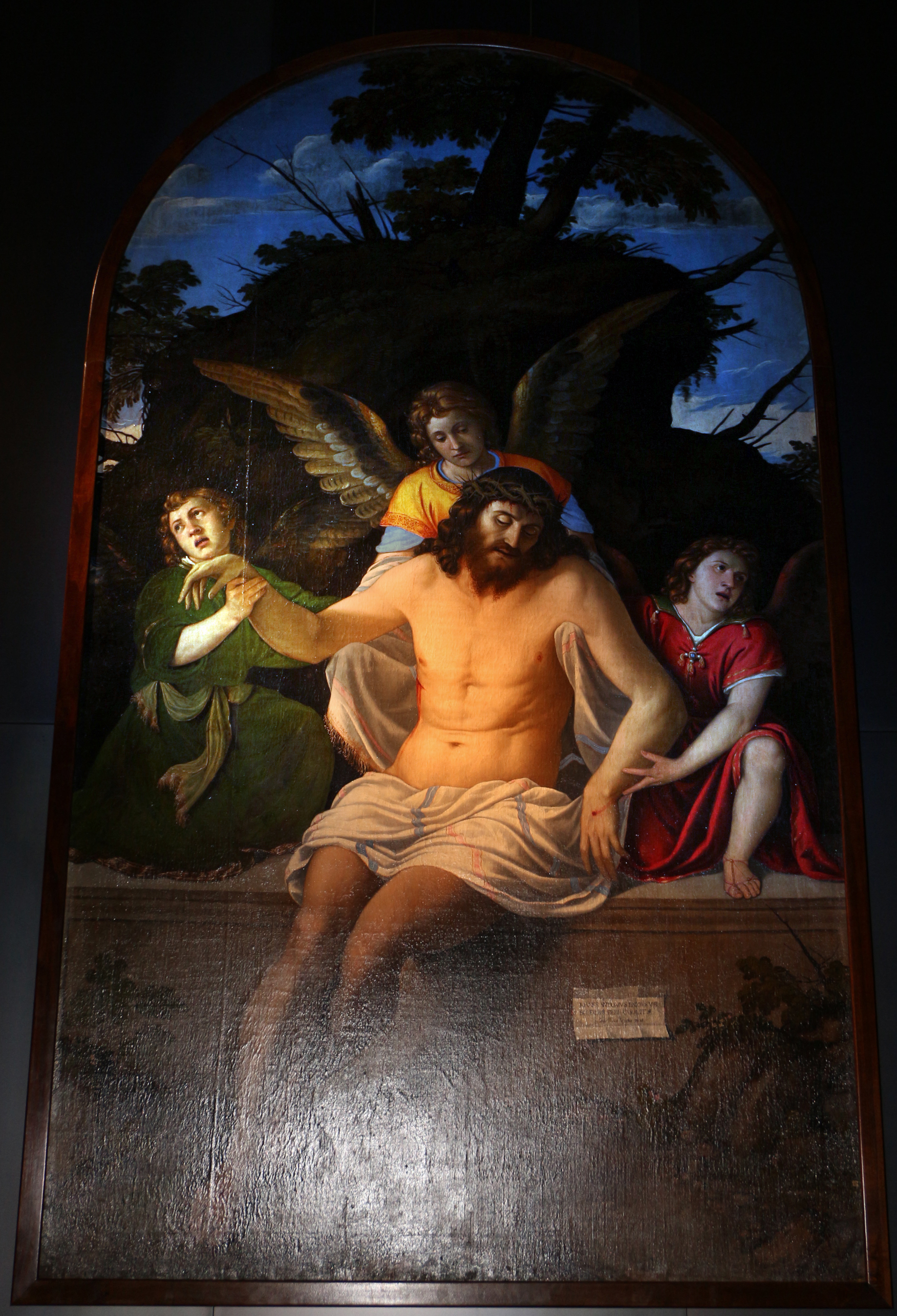
Cristo morto sostenuto da tre angeli, 1520-50 circa (chiesa di San Giacomoa Sedrina)

Giampietro Silvio (1495 circa – Venezia, 1552) è stato un pittore italiano.

## Biografia
Non si conoscono i natali dell'artista, risulta che il padre fosse un certo, Marco di Francesco e che fosse attivo dal 1530 nella bergamasca e a Venezia. Documentata nel 1532 la sua prima opera per il duomo di Piove di Sacco con la pala di San Martino in trono con i santi Pietro e Paolo, dove vi è un orientamento verso l'arte di Palma il Vecchio. Realizza un ritratto di Carlo III di Borbone-Montpensier, inciso da Lucas Vosterman (Fine Arts Museum, San Francisco, Achenbach Foundation for Graphic Arts, 1963.30.15220)
Successivamente si richiamò al Tiziano e al manierismo di scuola veneta (pala della Assunzione nella chiesa di San Zeno di Aviano, 1546, pala della parrocchiale di San Vendemiano, 1549, Ritratto d'uomo nel Kunsthistorisches Museum di Vienna, 1542). Verso il 1534 eseguì anche il ritratto di Marietta Cavazza (1488-1555), moglie di Zuan Paolo da Ponte, che nei suoi memoriali ricorda "el retrato de marieta de man de m° zan piero silvio..." (inventario premesso ai Memoriali di Zuan Paolo da Ponte, carta 2c).
Attribuita al Silvio anche la pala della parrocchiale di Gardigiano Madonna in trono tra san Donato ed san Giovanni Battista del 1543.
L'artista realizzò la pala d'altare Pietà per la chiesa di San Giacomo a Sedrina, eseguita nel 1542.

## Altri progetti

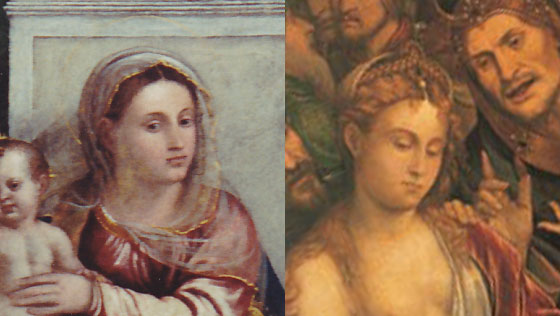
Madonna in Trono e Adultera - Confronto Stilistico